# جاده ای۱۳۵
جاده ای۱۳۵ (به انگلیسی: A135 road) یکی از جاده‌های کشور انگلستان است.
این جاده از شهرک استاکتون-آن-تیز در شهرستان کانتی دورهام شروع و در شهرک یارم در شهرستان یورک‌شر شمالی به پایان می‌رسد، طول این جاده ۶ کیلومتر است.